# Ocnogyna maculata
Ocnogyna maculata är en fjärilsart som beskrevs av Bang-haas 1934. Ocnogyna maculata ingår i släktet Ocnogyna och familjen björnspinnare. Inga underarter finns listade i Catalogue of Life.